# Powiat jaworowski (Galicja)
Powiat jaworowski – dawny powiat kraju koronnego Królestwo Galicji i Lodomerii, istniejący w latach 1867–1918.
Siedzibą c.k. starostwa był Jaworów. Powierzchnia powiatu w 1879 roku wynosiła 9,2222 mil kw. (530,65 km²), a ludność 64 975 osób. Powiat liczył 70 osad, zorganizowanych w 64 gminy katastralne.
Na terenie powiatu działały 2 sądy powiatowe – w Jaworowie i Krakowcu.
1 stycznia 1883 do powiatu jaworowskiego włączono gminy Chotyniec (z Dąbrowicą i Załaziem) i Hruszowice (z Gajem) z powiatu jarosławskiego.

## Starostowie powiatu
- Ludwik Poniński (1871)
- Stanisław Sawicki-Lubicz (1875[2])
- Władysław Russocki (1877–)[3]
- Adolf Huth (1882)
- Aleksander Ziembicki (1890)
- Emil Schutt (m.in. w 1899[4], 1901[5], 1905[6], 1907[7])
- Jan Tyrowicz (1911[8])

## Komisarze rządowi
- Hieronim Morawski (1871)
- Karol Kuryłowicz (1879–1882)
- Ludwik Bernacki (1884[9], 1888[10], 1890)